# موهلاو (آلمان)
موهلاو (به آلمانی: Mühlau) یک شهر در آلمان است که در میتل‌زاکسن واقع شده‌است. موهلاو ۲٬۳۳۲ نفر جمعیت دارد.